# Philotrypesis unispinosa
Philotrypesis unispinosa är en stekelart som beskrevs av Mayr 1906. Philotrypesis unispinosa ingår i släktet Philotrypesis och familjen fikonsteklar. Inga underarter finns listade i Catalogue of Life.